# Małgorzata Sekuła-Szmajdzińska

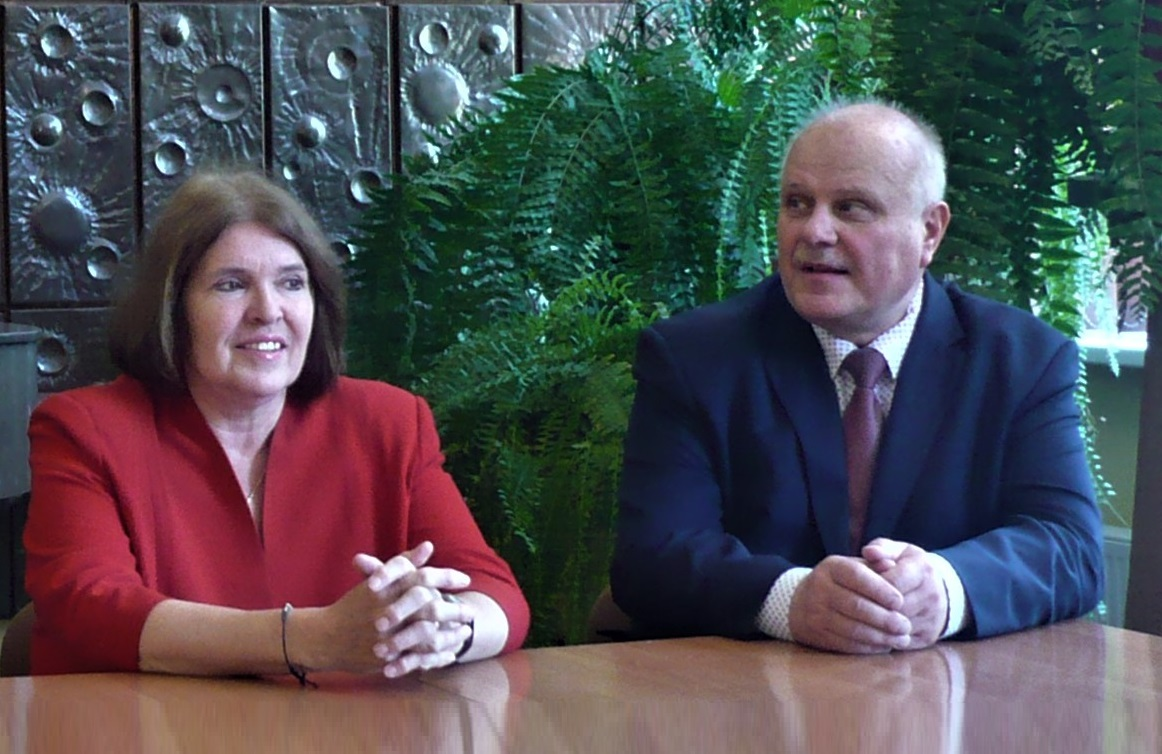
Małgorzata Sekuła-Szmajdzińska i Marek Dyduch w Nowej Rudzie (2019)

Małgorzata Helena Sekuła-Szmajdzińska (ur. 19 kwietnia 1956 w Warszawie) – polska działaczka polityczna i prawniczka, posłanka na Sejm VII i IX kadencji, senator XI kadencji.

## Życiorys
Urodziła się na warszawskiej Pradze. Gdy miała kilka lat, przeprowadziła się wraz z rodzicami do Wrocławia, gdzie ukończyła kolejno Szkołę Podstawową nr 83 i X Liceum Ogólnokształcące. Następnie ukończyła studia na Wydziale Prawa i Administracji Uniwersytetu Wrocławskiego. W 1990 zdała egzamin adwokacki.
Została członkinią Sojuszu Lewicy Demokratycznej. W wyborach samorządowych w 2006 bez powodzenia kandydowała do Rady m.st. Warszawy. W wyborach w 2010 uzyskała mandat radnej Warszawy z okręgu nr 8 (Ursynów i Wilanów).
W wyborach parlamentarnych w 2011 została wybrana do Sejmu z okręgu legnickiego, startując z 3. miejsca na liście Sojuszu Lewicy Demokratycznej. W 2014 tygodnik „Polityka” na podstawie rankingu przeprowadzonego wśród polskich dziennikarzy parlamentarnych wymienił ją wśród 10 najlepszych posłów, podkreślając wiedzę i wkład pracy w problematykę prawniczą.
W wyborach parlamentarnych w 2015, startując z listy Zjednoczonej Lewicy, nie uzyskała poselskiej reelekcji, zdobywając 17 800 głosów (4,99% głosów w okręgu wyborczym, 3. indywidualny wynik wśród kandydatów z tego okręgu). W wyborach samorządowych w 2018 bezskutecznie kandydowała do sejmiku mazowieckiego z listy SLD Lewicy Razem. W wyborach w 2019 do Parlamentu Europejskiego startowała w okręgu nr 12 z listy Koalicji Europejskiej. Zdobyła wówczas 63 029 głosów, czyli 4,81% głosów w okręgu wyborczym, nie uzyskując mandatu.
W wyborach krajowych w 2019 uzyskała natomiast ponownie mandat posłanki, kandydując z ramienia SLD w okręgu legnickim i otrzymując 41 480 głosów. W Sejmie została członkinią Komisji Odpowiedzialności Konstytucyjnej oraz Komisji Łączności z Polakami za Granicą.
W 2023 wystartowała do Senatu z ramienia Nowej Lewicy (w ramach paktu senackiego) w okręgu nr 3. Uzyskała mandat senatora XI kadencji, zdobywając 82 511 głosów i wygrywając m.in. z ubiegającą się o reelekcję Dorotą Czudowską. W 2024 bezskutecznie kandydowała do Europarlamentu X kadencji.

## Życie prywatne
Córka Józefa i Danuty. Jest wdową po Jerzym Szmajdzińskim, z którym ma dwoje dzieci.

## Wyniki w wyborach ogólnopolskich
| Wybory | Komitet wyborczy | Komitet wyborczy             | Organ                            | Okręg | Wynik           |
| ------ | ---------------- | ---------------------------- | -------------------------------- | ----- | --------------- |
| 2006   |                  | Lewica i Demokraci           | Rada m. st. Warszawy             | nr 8  | 2316 (3,41%)    |
| 2010   |                  | Sojusz Lewicy Demokratycznej | Rada m. st. Warszawy             | nr 8  | 10 837 (16,30%) |
| 2011   |                  | Sojusz Lewicy Demokratycznej | Sejm VII kadencji                | nr 1  | 15 883 (4,61%)  |
| 2015   |                  | Zjednoczona Lewica           | Sejm VIII kadencji               | nr 1  | 17 800 (4,99%)  |
| 2018   |                  | SLD Lewica Razem             | Sejmik Województwa Mazowieckiego | nr 2  | 11 075 (4,06%)  |
| 2019   |                  | Koalicja Europejska          | Parlament Europejski IX kadencji | nr 12 | 63 029 (4,81%)  |
| 2019   |                  | Sojusz Lewicy Demokratycznej | Sejm IX kadencji                 | nr 1  | 41 480 (9,59%)  |
| 2023   |                  | Nowa Lewica                  | Senat XI kadencji                | nr 3  | 82 511 (38,37%) |
| 2024   |                  | Lewica                       | Parlament Europejski X kadencji  | nr 12 | 4228 (0,37%)    |